# J. League 1996
La temporada de 1996 de la J. League fue el cuarto campeonato celebrado del campeonato profesional de Japón. Tuvo lugar desde el 16 de marzo hasta el 9 de noviembre de 1996. Contó con 16 equipos participantes, y fue la primera edición en la que se intentó hacer un sistema de liga similar al de otras competiciones europeas similares.

## Ascensos y descensos
| Pos | Ascendidos de la Japan Football League 1995 |
| --- | ------------------------------------------- |
| 1.º | Avispa Fukuoka                              |
| 2.º | Kyoto Purple Sanga                          |

| Descendidos en la temporada 1995 |
| -------------------------------- |
| No hubo                          |

- De esta manera, el número de participantes aumentó a 16.

## Sistema del campeonato
La edición contó con 16 participantes; los 14 del campeonato de 1995 y 2 nuevos procedentes de la Japan Soccer League que habían pasado a ser profesionales. Estos dos clubes fueron Avispa Fukuoka y Kyoto Purple Sanga.
| - Avispa Fukuoka - Bellmare Hiratsuka - Cerezo Osaka - JEF United Ichihara - Gamba Osaka - Júbilo Iwata - Kashima Antlers - Kashiwa Reysol |  | - Kyoto Purple Sanga - Nagoya Grampus Eight - Sanfrecce Hiroshima - Shimizu S-Pulse - Urawa Red Diamonds - Verdy Kawasaki - Yokohama Flügels - Yokohama Marinos |

Se produjeron cambios en el sistema de competición. Debido a que el elevado número de participantes impedía realizar un sistema de dos rondas como el de 1993, se optó por hacer un campeonato regular de una sola ronda a ida y vuelta (30 partidos) y sin final de campeonato. El sistema de puntuación fue el mismo que en 1995.
El campeón de la temporada regular era el campeón de la J. League, sin final de ninguna clase. En sustitución a la final, se organizó un torneo entre campeón y finalista de la J. League contra campeón y finalista de Copa, cuyo valor era más testimonial que real. El vencedor del mismo fue Nagoya Grampus Eight.
Sin embargo, la fórmula no tuvo éxito. La afluencia de espectadores a los campos descendió, y algunos patrocinadores comenzaron a perder el interés. Por ello se cambió el modelo de puntuación y campeonato al año siguiente.

## Desarrollo
La J. League 1996 comenzó con el fichaje estrella del campeón del Mundial Dunga por parte de Júbilo Iwata, y el cambio de sistema por uno similar al de ligas europeas con un método de puntuación propio. Los equipos jugaban un campeonato regular, y a diferencia de en las tres primeras temporadas no había en 1996 ninguna final por el título. Esto provocó un descenso del interés por parte de los aficionados y los patrocinadores, por lo que el formato de una sola ronda no se retomó hasta una década después, en la temporada 2005. Durante esa temporada se produjo el regreso de la Copa J. League, con partidos entre semana y las fases finales durante el descanso veraniego.
Los nuevos equipos de Kyoto y Fukuoka no mostraron el nivel suficiente con respecto al resto de rivales, lo que evidenció un descenso en la calidad de la competición que terminaría por acentuarse en 1997 y 1998. Por otra parte, el campeonato estuvo liderado por Kashima Antlers, que con Jorginho, Leonardo Araújo y la base de la selección japonesa que lograría la clasificación para Francia 1998, no tuvieron rival durante la mayor parte de la temporada. La asistencia a los cambios bajó debido a que los equipos de la zona baja ya no tenían posibilidades de hacer algo en la temporada, y los clubes comenzaron a sufrir problemas económicos. Por ello, en 1997 se regresó a un sistema a dos vueltas.

## Clasificación
| Pos. | Equipo                 | Pts. | PJ | G  | PDP | P  | GF | GC | Dif. | Clasificación                                   |
| ---- | ---------------------- | ---- | -- | -- | --- | -- | -- | -- | ---- | ----------------------------------------------- |
| 1    | Kashima Antlers (C, Q) | 66   | 30 | 21 | 3   | 6  | 61 | 34 | +27  | Clasificado a la Copa de Clubes de Asia 1997-98 |
| 2    | Nagoya Grampus Eight   | 63   | 30 | 21 | 0   | 9  | 63 | 39 | +24  |                                                 |
| 3    | Yokohama Flügels       | 63   | 30 | 21 | 0   | 9  | 58 | 44 | +14  |                                                 |
| 4    | Júbilo Iwata           | 62   | 30 | 20 | 2   | 8  | 53 | 38 | +15  |                                                 |
| 5    | Kashiwa Reysol         | 60   | 30 | 20 | 0   | 10 | 67 | 52 | +15  |                                                 |
| 6    | Urawa Red Diamonds     | 59   | 30 | 19 | 2   | 9  | 51 | 31 | +20  |                                                 |
| 7    | Verdy Kawasaki (Q)     | 57   | 30 | 19 | 0   | 11 | 68 | 42 | +26  | Clasificado a la Recopa de la AFC 1997-98       |
| 8    | Yokohama Marinos       | 42   | 30 | 14 | 0   | 16 | 39 | 40 | −1   |                                                 |
| 9    | JEF United Ichihara    | 40   | 30 | 13 | 1   | 16 | 45 | 47 | −2   |                                                 |
| 10   | Shimizu S-Pulse        | 37   | 30 | 12 | 1   | 17 | 50 | 60 | −10  |                                                 |
| 11   | Bellmare Hiratsuka     | 36   | 30 | 12 | 0   | 18 | 47 | 58 | −11  |                                                 |
| 12   | Gamba Osaka            | 33   | 30 | 11 | 0   | 19 | 38 | 59 | −21  |                                                 |
| 13   | Cerezo Osaka           | 30   | 30 | 10 | 0   | 20 | 38 | 56 | −18  |                                                 |
| 14   | Sanfrecce Hiroshima    | 30   | 30 | 10 | 0   | 20 | 36 | 60 | −24  |                                                 |
| 15   | Avispa Fukuoka         | 29   | 30 | 9  | 2   | 19 | 42 | 64 | −22  |                                                 |
| 16   | Kyoto Purple Sanga     | 24   | 30 | 8  | 0   | 22 | 22 | 54 | −32  |                                                 |

 Fuente: J. League Data Site: 1996 J.LEAGUE League table
Criterios de clasificación: 1) puntos; 2) diferencia de goles; 3) número de goles marcados; 4) resultados entre los equipos en cuestión.
Sistema de puntuación: Victoria = 3 puntos; Derrota en penaltis = 1 punto; Derrota en 90 minutos o prórroga = 0 puntos

|                                     |
|                                     |
| Campeón Kashima Antlers 1.er título |

## Premios

### Individuales
- Jugador más valioso del campeonato: Jorginho (Kashima Antlers)
- Máximo goleador: Kaszuyoshi Miura, 23 goles (Verdy Kawasaki)
- Mejor debutante: Toshihide Saito (Shimizu S-Pulse)
- Mejor entrenador: Nicanor de Carvalho (Kashima Antlers)

### Mejor once inicial
| Posición | Futbolista         | Club                 | País                           |
| -------- | ------------------ | -------------------- | ------------------------------ |
| GK       | Seigo Narazaki     | Yokohama Flugels     | Bandera de Japón               |
| DF       | Naoki Soma         | Kashima Antlers      | Bandera de Japón               |
| DF       | Masami Ihara       | Yokohama Marinos     | Bandera de Japón               |
| DF       | Guido Buchwald     | Urawa Red Diamonds   | Bandera de Alemania            |
| MF       | Jorginho           | Kashima Antlers      | Bandera de Brasil              |
| MF       | Masakiyo Maezono   | Yokohama Flugels     | Bandera de Japón               |
| MF       | Motohiro Yamaguchi | Yokohama Flugels     | Bandera de Japón               |
| MF       | Hiroshi Nanami     | Júbilo Iwata         | Bandera de Japón               |
| FW       | Kazuyoshi Miura    | Verdy Kawasaki       | Bandera de Japón               |
| FW       | Dragan Stojković   | Nagoya Grampus Eight | Bandera de Serbia y Montenegro |
| FW       | Masayuki Okano     | Urawa Red Diamonds   | Bandera de Japón               |